# Belloc-Saint-Clamens
Pour les articles homonymes, voir Belloc (homonymie) et Saint-Clamens.
Belloc-Saint-Clamens (Bèthlòc e Sent Clamenç en gascon) est une commune française située dans le sud du département du Gers en région Occitanie. Sur le plan historique et culturel, la commune est dans le pays d'Astarac, un territoire du sud gersois très vallonné, au sol argileux, qui longe le plateau de Lannemezan.
Exposée à un climat océanique altéré, elle est drainée par la Baïse et par divers autres petits cours d'eau. La commune possède un patrimoine naturel remarquable composé de deux zones naturelles d'intérêt écologique, faunistique et floristique.
Belloc-Saint-Clamens est une commune rurale qui compte 137 habitants en 2022, après avoir connu un pic de population de 655 habitants en 1831. Elle fait partie de l'aire d'attraction d'Auch. Ses habitants sont appelés les Bellocois ou  Bellocoises.
Le patrimoine architectural de la commune comprend un immeuble protégé au titre des monuments historiques : la chapelle Saint-Clamens, classée en 1890.

## Géographie

### Localisation
Belloc-Sant-Clamens est une commune située en Gascogne, à 5 km au sud de Mirande par la D 939. Belloc constitue une sorte de balcon entre la Baïse et la Petite Baïse qui permet de voir la chaîne des Pyrénées avec son pic du Midi.

### Communes limitrophes
Les communes limitrophes sont  Berdoues, Moncassin, Saint-Michel et Saint-Médard.
|          | Saint-Médard         |           |
| Berdoues | Belloc-Saint-Clamens | Moncassin |
|          | Saint-Michel         |           |

### Géologie et relief
Belloc-Saint-Clamens se situe en zone de sismicité 2 (sismicité faible).

### Hydrographie

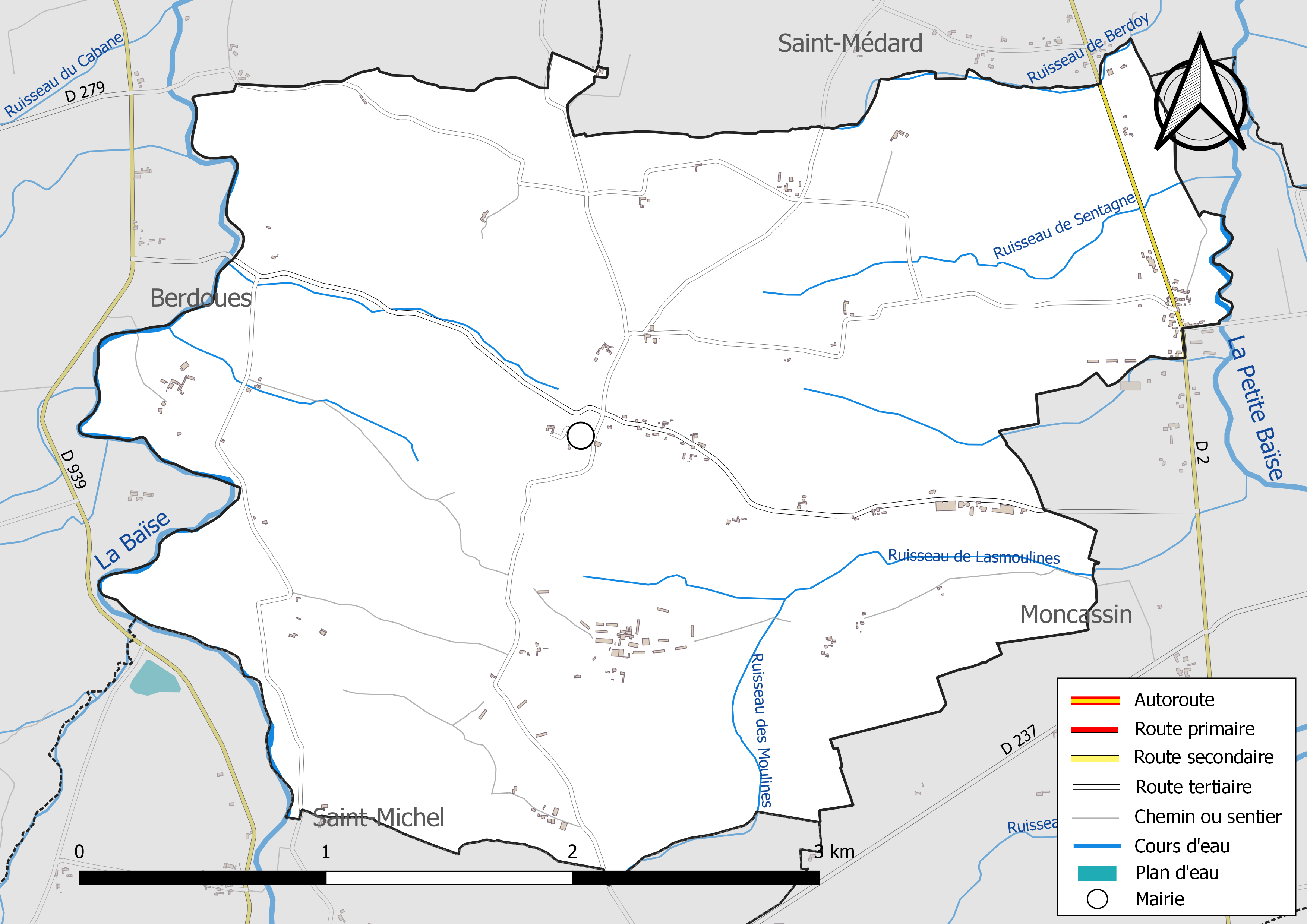
Réseaux hydrographique et routier de Belloc-Saint-Clamens.

La commune est dans le bassin de la Garonne, au sein du bassin hydrographique Adour-Garonne. Elle est drainée par la Baïse, la Baïse, le ruisseau de Berdoy, le ruisseau de Lasmoulines, le ruisseau de Sentagne, le ruisseau des Moulines et par divers petits cours d'eau, qui constituent un réseau hydrographique de 12 km de longueur totale,.
La Baïse, d'une longueur totale de 187,6 km, prend sa source dans la commune de Capvern et s'écoule vers le nord. Elle traverse la commune et se jette dans la Garonne à Saint-Léger, après avoir traversé 52 communes.
La Baïse, d'une longueur totale de 187,6 km, prend sa source dans la commune de Capvern et s'écoule vers le nord. Elle traverse la commune et se jette dans la Garonne à Saint-Léger, après avoir traversé 52 communes.

### Climat
Pour des articles plus généraux, voir Climat de l'Occitanie et Climat du Gers.
En 2010, le climat de la commune est de type climat océanique altéré, selon une étude s'appuyant sur une série de données couvrant la période 1971-2000. En 2020, Météo-France publie une typologie des climats de la France métropolitaine dans laquelle la commune est toujours exposée à un climat océanique altéré et est dans la région climatique Aquitaine, Gascogne, caractérisée par une pluviométrie abondante au printemps, modérée en automne, un faible ensoleillement au printemps, un été chaud (19,5 °C), des vents faibles, des brouillards fréquents en automne et en hiver et des orages fréquents en été (15 à 20 jours).
Pour la période 1971-2000, la température annuelle moyenne est de 13,1 °C, avec une amplitude thermique annuelle de 14,7 °C. Le cumul annuel moyen de précipitations est de 817 mm, avec 10,4 jours de précipitations en janvier et 6,5 jours en juillet. Pour la période 1991-2020, la température moyenne annuelle observée sur la station météorologique la plus proche, située sur la commune de Mirande à 7 km à vol d'oiseau, est de 13,6 °C et le cumul annuel moyen de précipitations est de 818,5 mm,. Pour l'avenir, les paramètres climatiques de la commune estimés pour 2050 selon différents scénarios d’émission de gaz à effet de serre sont consultables sur un site dédié publié par Météo-France en novembre 2022.

### Milieux naturels et biodiversité
L’inventaire des zones naturelles d'intérêt écologique, faunistique et floristique (ZNIEFF) a pour objectif de réaliser une couverture des zones les plus intéressantes sur le plan écologique, essentiellement dans la perspective d’améliorer la connaissance du patrimoine naturel national et de fournir aux différents décideurs un outil d’aide à la prise en compte de l’environnement dans l’aménagement du territoire.
Une ZNIEFF de type 1 est recensée sur la commune :
la « forêt de Berdoues » (389 ha), couvrant 4 communes du département et une ZNIEFF de type 2, : 
le « coteau en rive droite de la Baïsole » (587 ha), couvrant 7 communes du département.

Carte des ZNIEFF de type 1 et 2 à Belloc-Saint-Clamens.
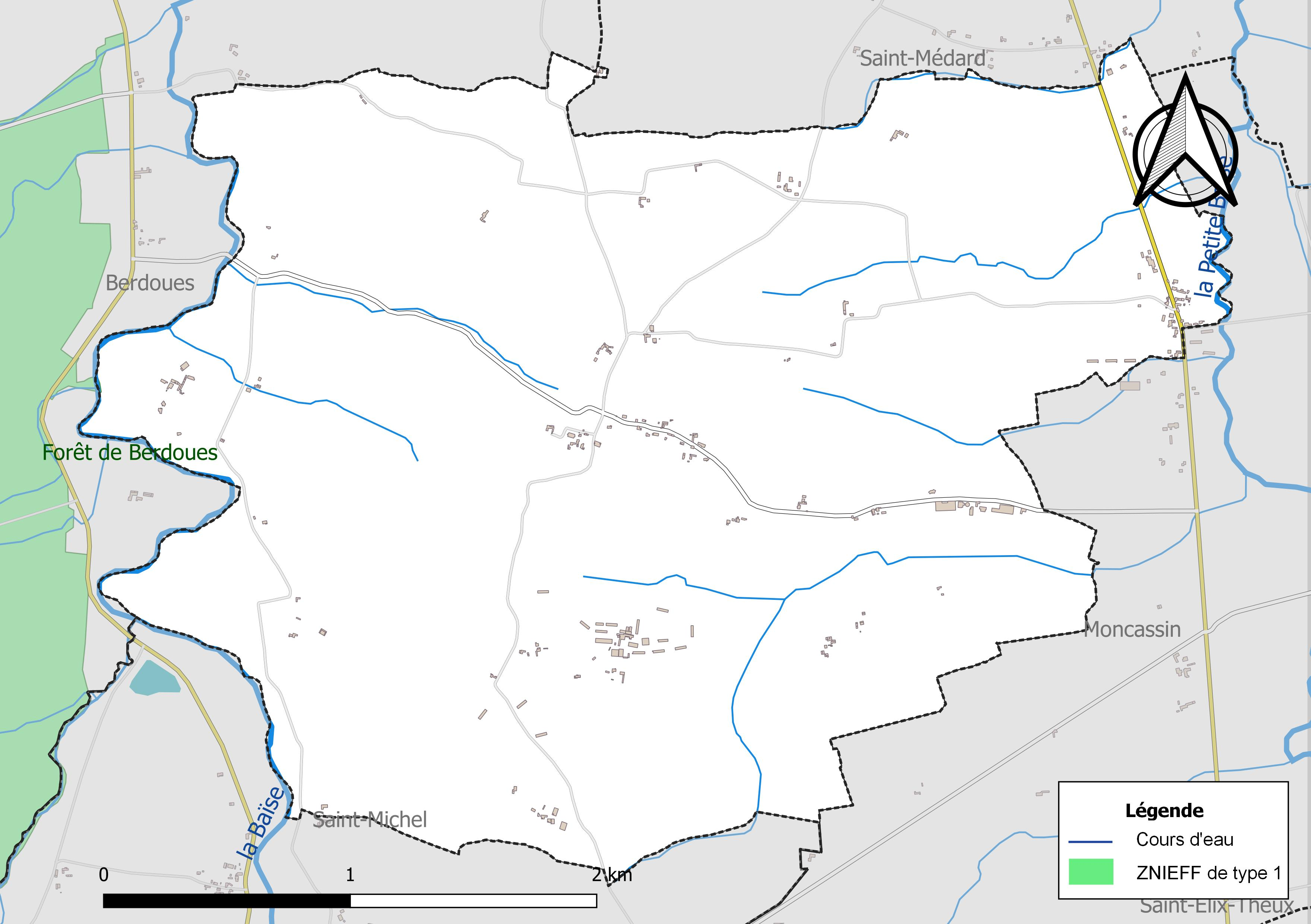
Carte de la ZNIEFF de type 1 sur la commune.
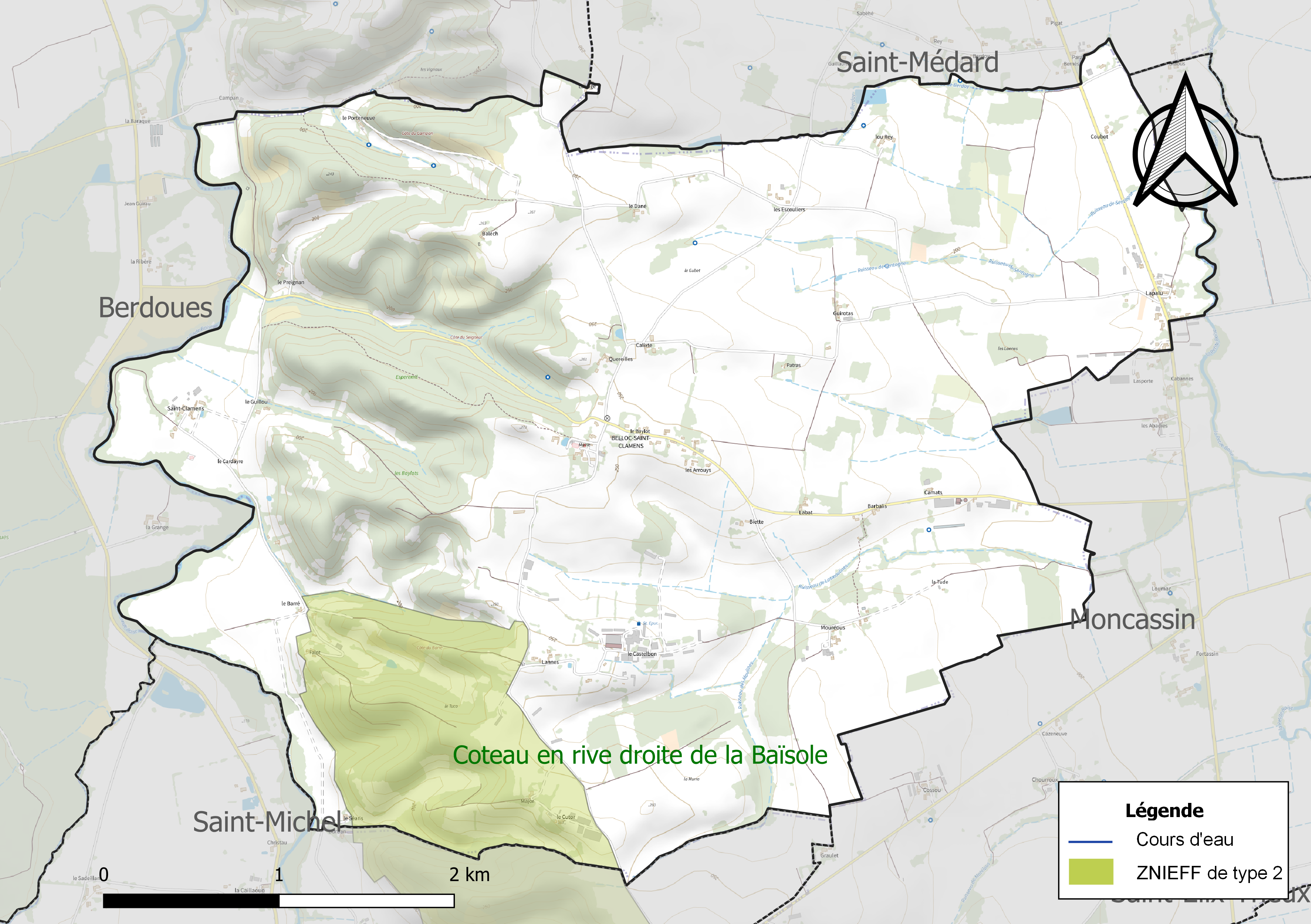
Carte de la ZNIEFF de type 2 sur la commune.

## Urbanisme

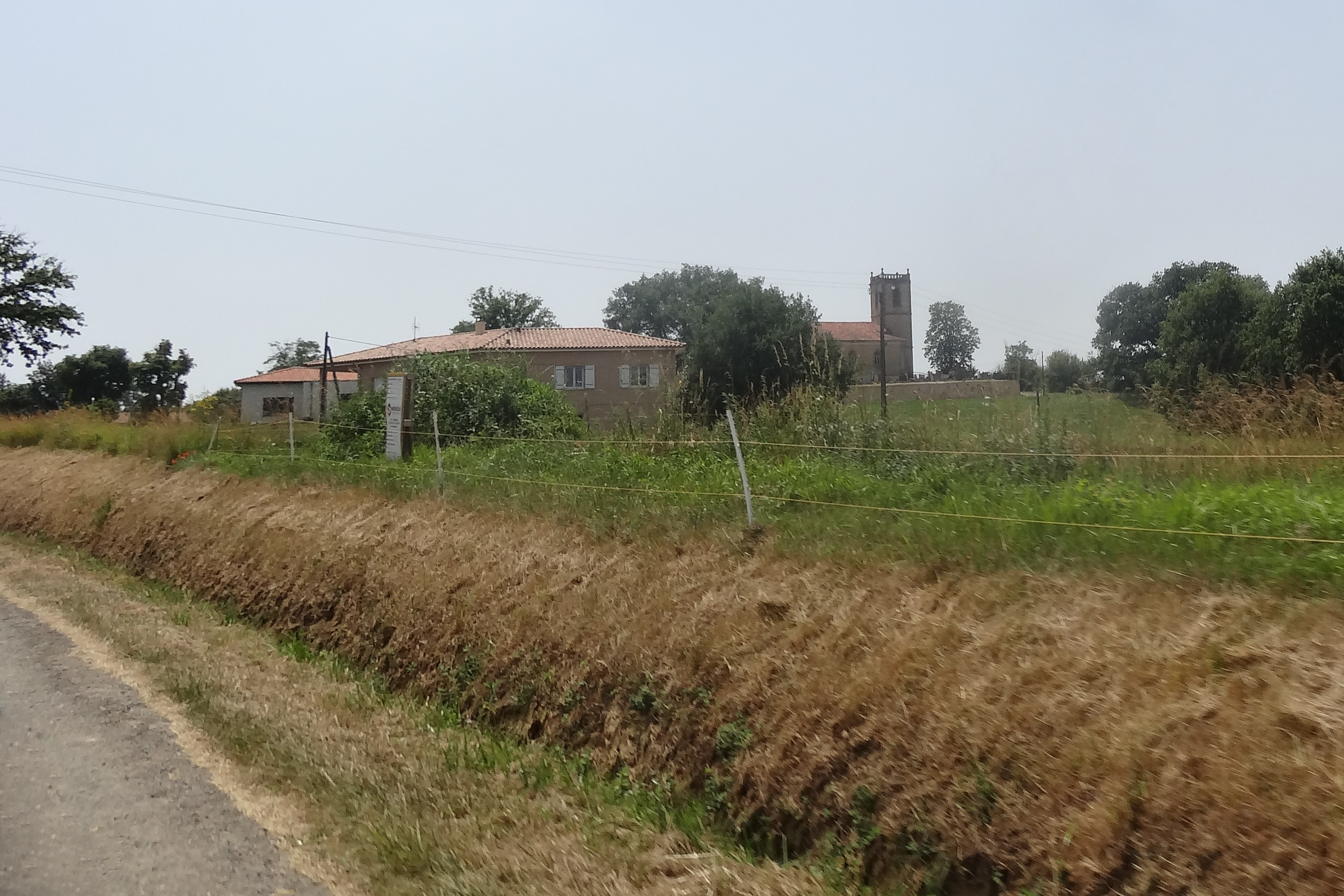
Vue générale de Belloc-Saint-Clamens depuis le nord. La commune s'inscrit dans un cadre rural.

### Typologie
Au 1er janvier 2024, Belloc-Saint-Clamens est catégorisée commune rurale à habitat très dispersé, selon la nouvelle grille communale de densité à sept niveaux définie par l'Insee en 2022.
Elle est située hors unité urbaine. Par ailleurs la commune fait partie de l'aire d'attraction d'Auch, dont elle est une commune de la couronne,. Cette aire, qui regroupe 112 communes, est catégorisée dans les aires de 50 000 à moins de 200 000 habitants,.

### Occupation des sols
L'occupation des sols de la commune, telle qu'elle ressort de la base de données européenne d’occupation biophysique des sols Corine Land Cover (CLC), est marquée par l'importance des territoires agricoles (81,9 % en 2018), en augmentation par rapport à 1990 (76,9 %). La répartition détaillée en 2018 est la suivante : 
terres arables (47,5 %), zones agricoles hétérogènes (27 %), forêts (18,1 %), prairies (7,4 %). L'évolution de l’occupation des sols de la commune et de ses infrastructures peut être observée sur les différentes représentations cartographiques du territoire : la carte de Cassini (XVIIIe siècle), la carte d'état-major (1820-1866) et les cartes ou photos aériennes de l'IGN pour la période actuelle (1950 à aujourd'hui).

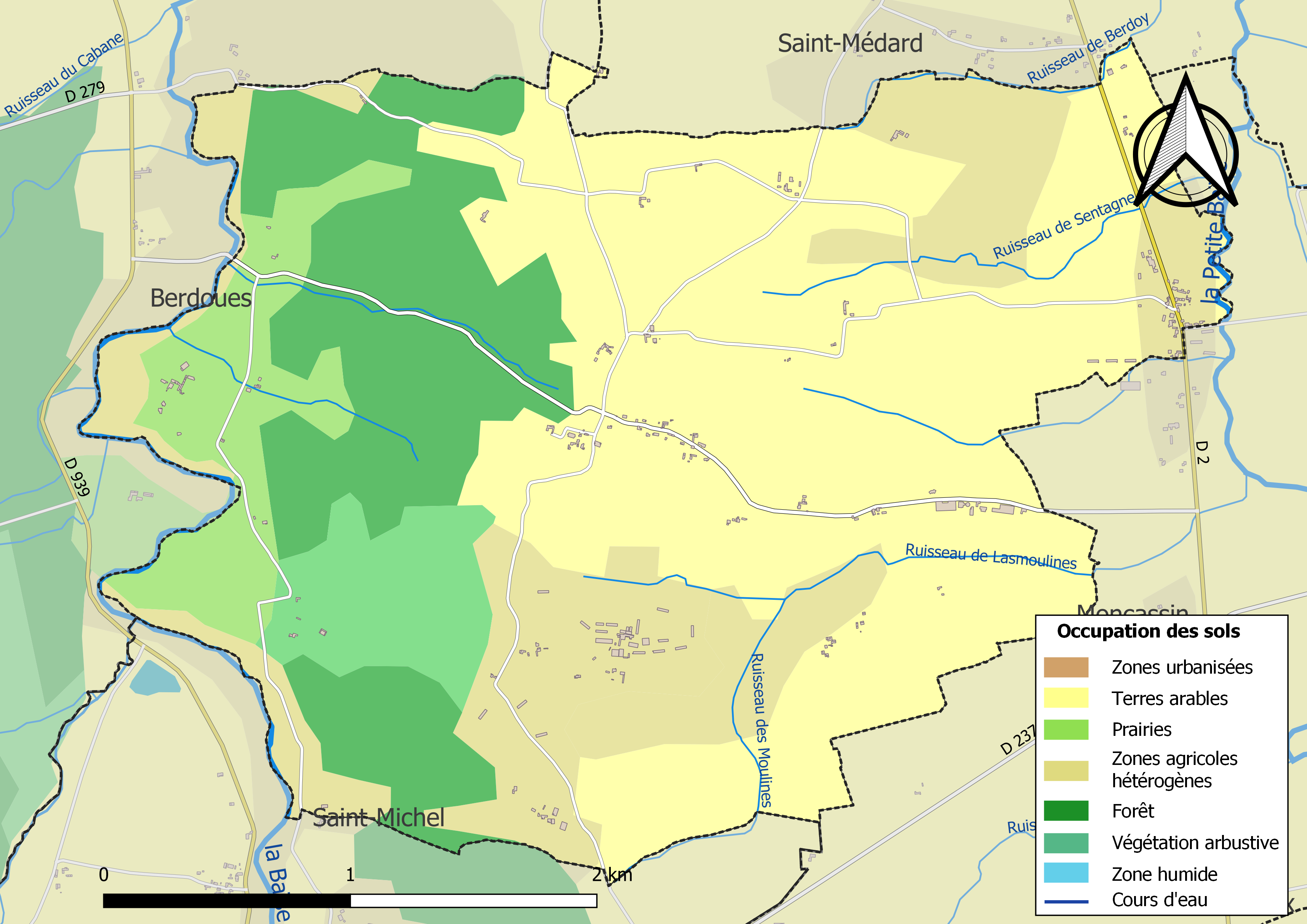
Carte des infrastructures et de l'occupation des sols de la commune en 2018 (CLC).

### Voies de communication et transports

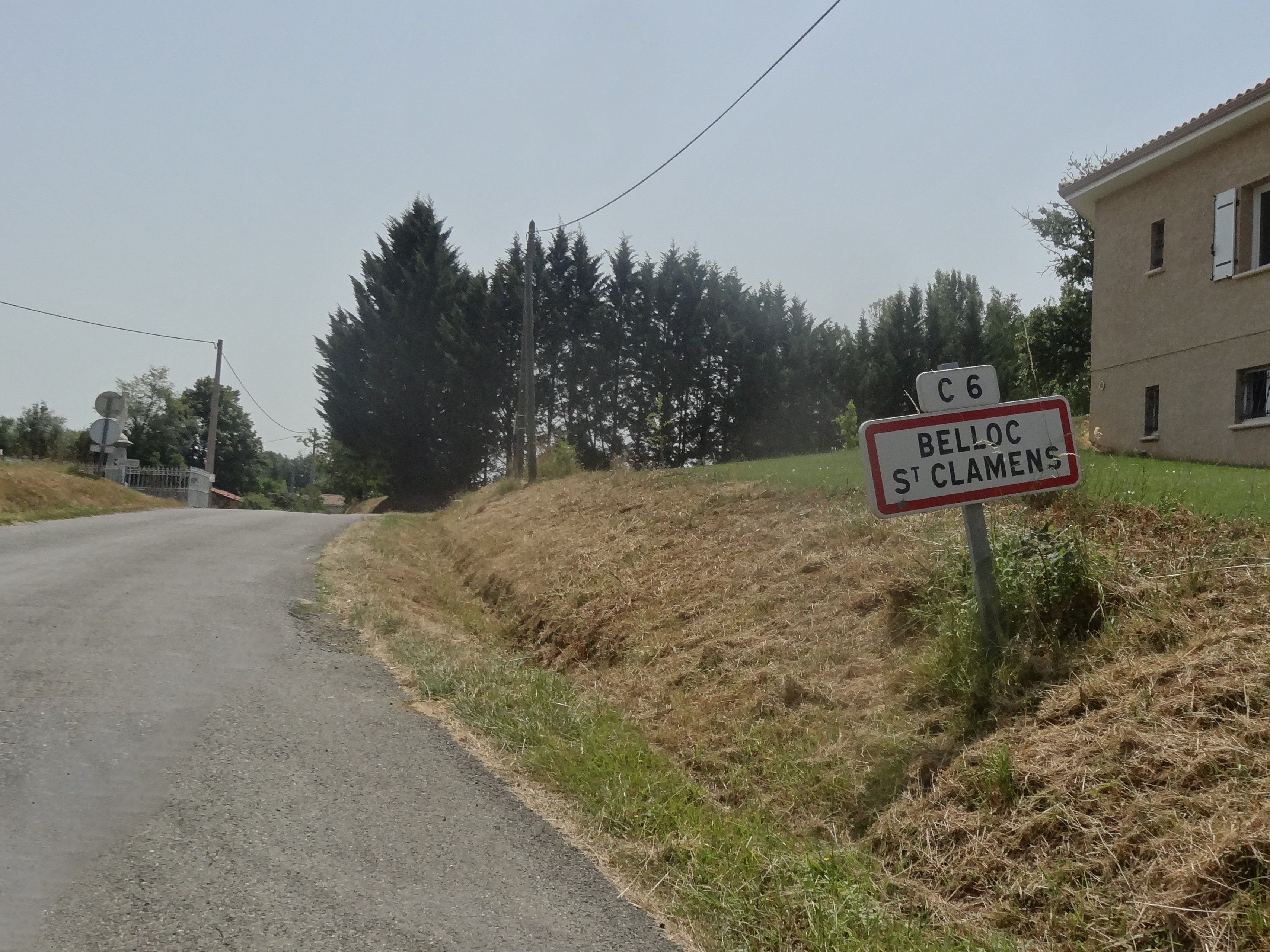
Entrée nord de Belloc-Saint-Clamens sur la C6.

### Risques majeurs
Le territoire de la commune de Belloc-Saint-Clamens est vulnérable à différents aléas naturels : météorologiques (tempête, orage, neige, grand froid, canicule ou sécheresse), inondations et séisme (sismicité faible). Il est également exposé à un risque technologique, la rupture d'un barrage. Un site publié par le BRGM permet d'évaluer simplement et rapidement les risques d'un bien localisé soit par son adresse soit par le numéro de sa parcelle.

#### Risques naturels
Certaines parties du territoire communal sont susceptibles d’être affectées par le risque d’inondation par débordement de cours d'eau, notamment la Baïse et la Petite Baïse. La cartographie des zones inondables en ex-Midi-Pyrénées réalisée dans le cadre du XIe Contrat de plan État-région, visant à informer les citoyens et les décideurs sur le risque d’inondation, est accessible sur le site de la DREAL Occitanie. La commune a été reconnue en état de catastrophe naturelle au titre des dommages causés par les inondations et coulées de boue survenues en 1999 et 2009,.

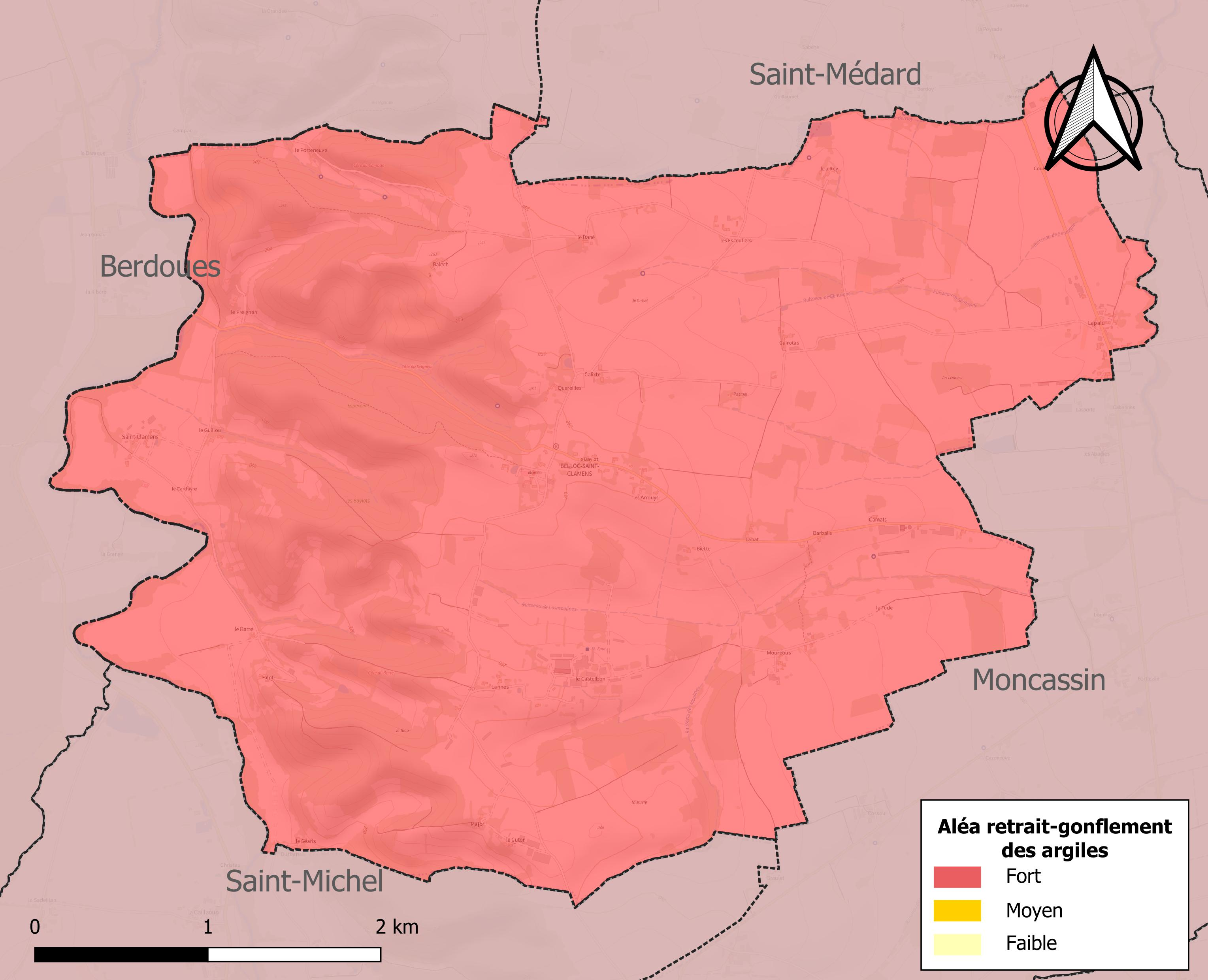
Carte des zones d'aléa retrait-gonflement des sols argileux de Belloc-Saint-Clamens.

Le retrait-gonflement des sols argileux est susceptible d'engendrer des dommages importants aux bâtiments en cas d’alternance de périodes de sécheresse et de pluie. La totalité de la commune est en aléa moyen ou fort (94,5 % au niveau départemental et 48,5 % au niveau national). Sur les 83 bâtiments dénombrés sur la commune en 2019, 83 sont en aléa moyen ou fort, soit 100 %, à comparer aux 93 % au niveau départemental et 54 % au niveau national. Une cartographie de l'exposition du territoire national au retrait gonflement des sols argileux est disponible sur le site du BRGM,.
Par ailleurs, afin de mieux appréhender le risque d’affaissement de terrain, l'inventaire national des cavités souterraines permet de localiser celles situées sur la commune.
Concernant les mouvements de terrains, la commune a été reconnue en état de catastrophe naturelle au titre des dommages causés par la sécheresse en 1989, 1993 et 2012 et par des mouvements de terrain en 1999.

#### Risques technologiques
La commune est en outre située en aval du barrage de Puydarrieux, un ouvrage de classe A disposant d'une retenue de 14,5 millions de mètres cubes. À ce titre elle est susceptible d’être touchée par l’onde de submersion consécutive à la rupture de cet ouvrage.

## Toponymie
Le toponyme est formé du gascon beg (en orthographe actuelle bèth), de bèl « beau » et lòc, « lieu », pour donner « beau lieu ».
Le sens du toponyme est le même que pour Belloc(h) : « endroit agréable, bien situé ».

## Histoire

### Antiquité
Le territoire de la commune fut en partie la propriété de Caïus Antistius Arulianus qui posséda une immense villa et fit travailler des centaines d'esclaves et d'affranchis. C'est le nom qui figure sur le cippe que l'on trouve sous le porche- préau de la chapelle Saint-Clamens.

## Politique et administration

### Liste des maires

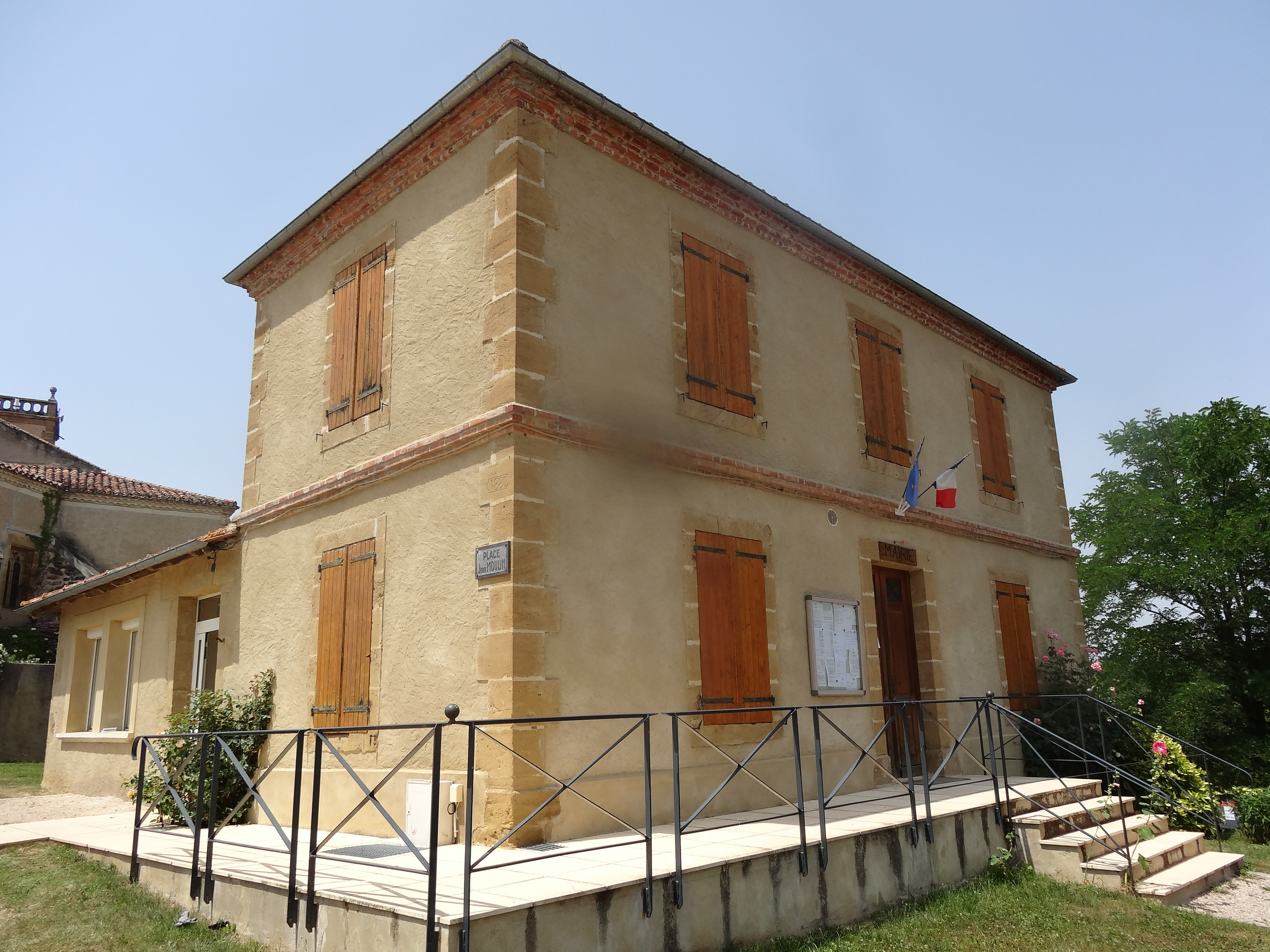
La mairie.

| Période                                  | Période  | Identité        | Étiquette | Qualité  |
| ---------------------------------------- | -------- | --------------- | --------- | -------- |
| 2001                                     | 2008     | Odile Lacoste   | DVG       |          |
| 2008                                     | En cours | Claudine Ladois | DVG       | Employée |
| Les données manquantes sont à compléter. |          |                 |           |          |

## Population et société

### Démographie
| 1793 | 1800 | 1806 | 1821 | 1831 | 1841 | 1846 | 1851 | 1856 |
| ---- | ---- | ---- | ---- | ---- | ---- | ---- | ---- | ---- |
| 428  | 215  | 332  | 404  | 655  | 600  | 539  | 586  | 565  |

| 1861 | 1866 | 1872 | 1876 | 1881 | 1886 | 1891 | 1896 | 1901 |
| ---- | ---- | ---- | ---- | ---- | ---- | ---- | ---- | ---- |
| 526  | 467  | 405  | 442  | 363  | 361  | 358  | 318  | 290  |

| 1906 | 1911 | 1921 | 1926 | 1931 | 1936 | 1946 | 1954 | 1962 |
| ---- | ---- | ---- | ---- | ---- | ---- | ---- | ---- | ---- |
| 293  | 277  | 256  | 239  | 247  | 258  | 229  | 202  | 182  |

| 1968 | 1975 | 1982 | 1990 | 1999 | 2006 | 2007 | 2012 | 2017 |
| ---- | ---- | ---- | ---- | ---- | ---- | ---- | ---- | ---- |
| 177  | 144  | 143  | 147  | 148  | 143  | 143  | 131  | 129  |

| 2022 | - | - | - | - | - | - | - | - |
| ---- | - | - | - | - | - | - | - | - |
| 137  | - | - | - | - | - | - | - | - |

Le nombre d'habitants s'est stabilisé depuis le dernier recensement grâce aux naissances des jeunes couples qui sont restés au pays et ont repris l'exploitation familiale.

### Manifestations culturelles et festivités

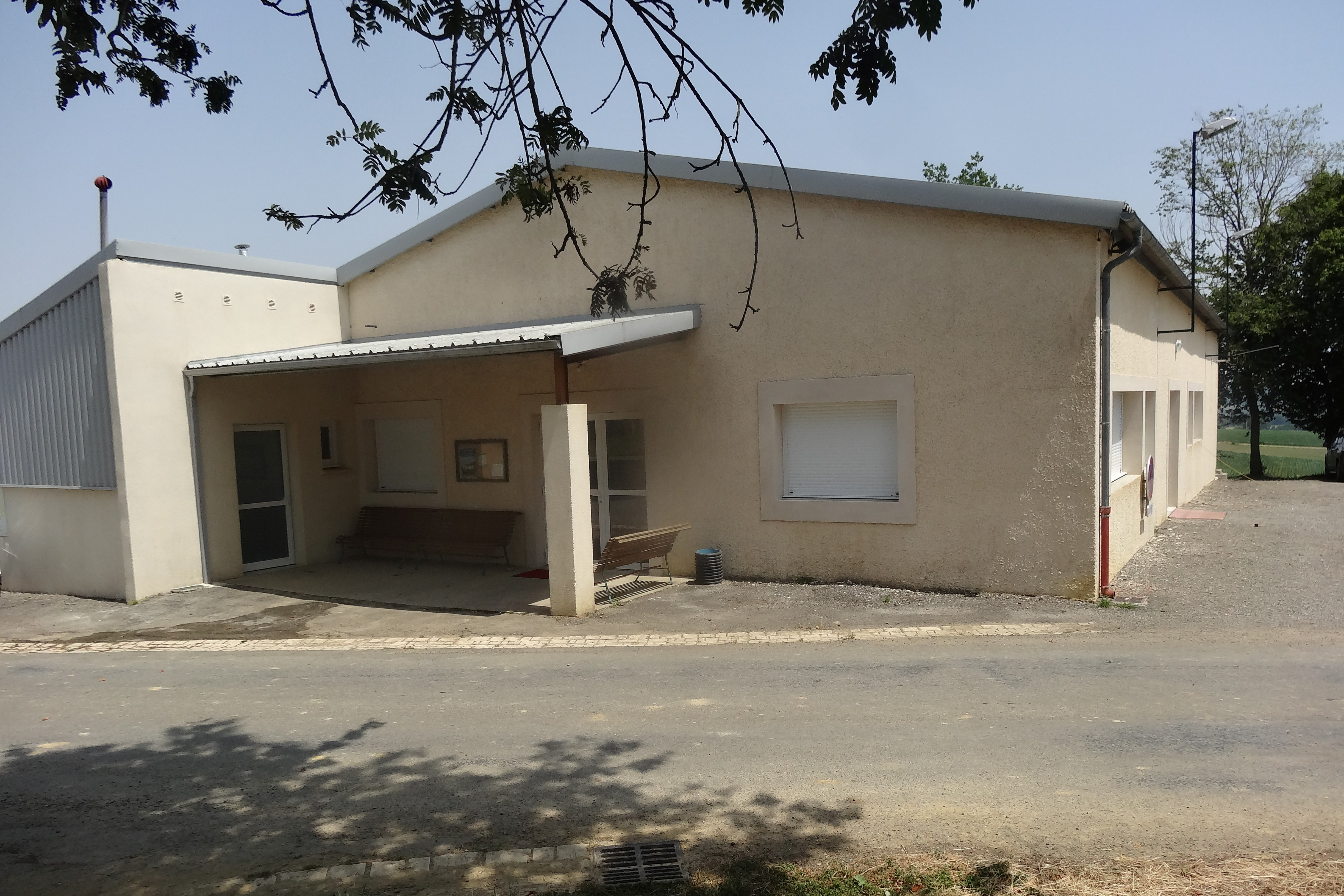
La salle des fêtes.

- Fête patronale : 15 août[31].

## Économie

### Emploi
|                | 2008  | 2013  | 2018   |
| -------------- | ----- | ----- | ------ |
| Commune        | 6,8 % | 5,2 % | 11,6 % |
| Département    | 6,1 % | 7,5 % | 8,2 %  |
| France entière | 8,3 % | 10 %  | 10 %   |

En 2018, la population âgée de 15 à 64 ans s'élève à 69 personnes, parmi lesquelles on compte 71 % d'actifs (59,4 % ayant un emploi et 11,6 % de chômeurs) et 29 % d'inactifs,. En  2018, le taux de chômage communal (au sens du recensement) des 15-64 ans est supérieur à celui de la France et du département, alors qu'il était inférieur à celui de la France en 2008.
La commune fait partie de la couronne de l'aire d'attraction d'Auch, du fait qu'au moins 15 % des actifs travaillent dans le pôle,. Elle compte 47 emplois en 2018, contre 51 en 2013 et 43 en 2008. Le nombre d'actifs ayant un emploi résidant dans la commune est de 44, soit un indicateur de concentration d'emploi de 106,6 % et un taux d'activité parmi les 15 ans ou plus de 43,7 %.
Sur ces 44 actifs de 15 ans ou plus ayant un emploi, 13 travaillent dans la commune, soit 30 % des habitants. Pour se rendre au travail, 75 % des habitants utilisent un véhicule personnel ou de fonction à quatre roues, 2,3 % les transports en commun, 6,8 % s'y rendent en deux-roues, à vélo ou à pied et 15,9 % n'ont pas besoin de transport (travail au domicile).

### Activités hors agriculture
19 établissements sont implantés  à Belloc-Saint-Clamens au 31 décembre 2019.
Le secteur de l'industrie manufacturière, des industries extractives et autres est prépondérant sur la commune puisqu'il représente 52,6 % du nombre total d'établissements de la commune (10 sur les 19 entreprises implantées  à Belloc-Saint-Clamens), contre 12,3 % au niveau départemental.

### Agriculture

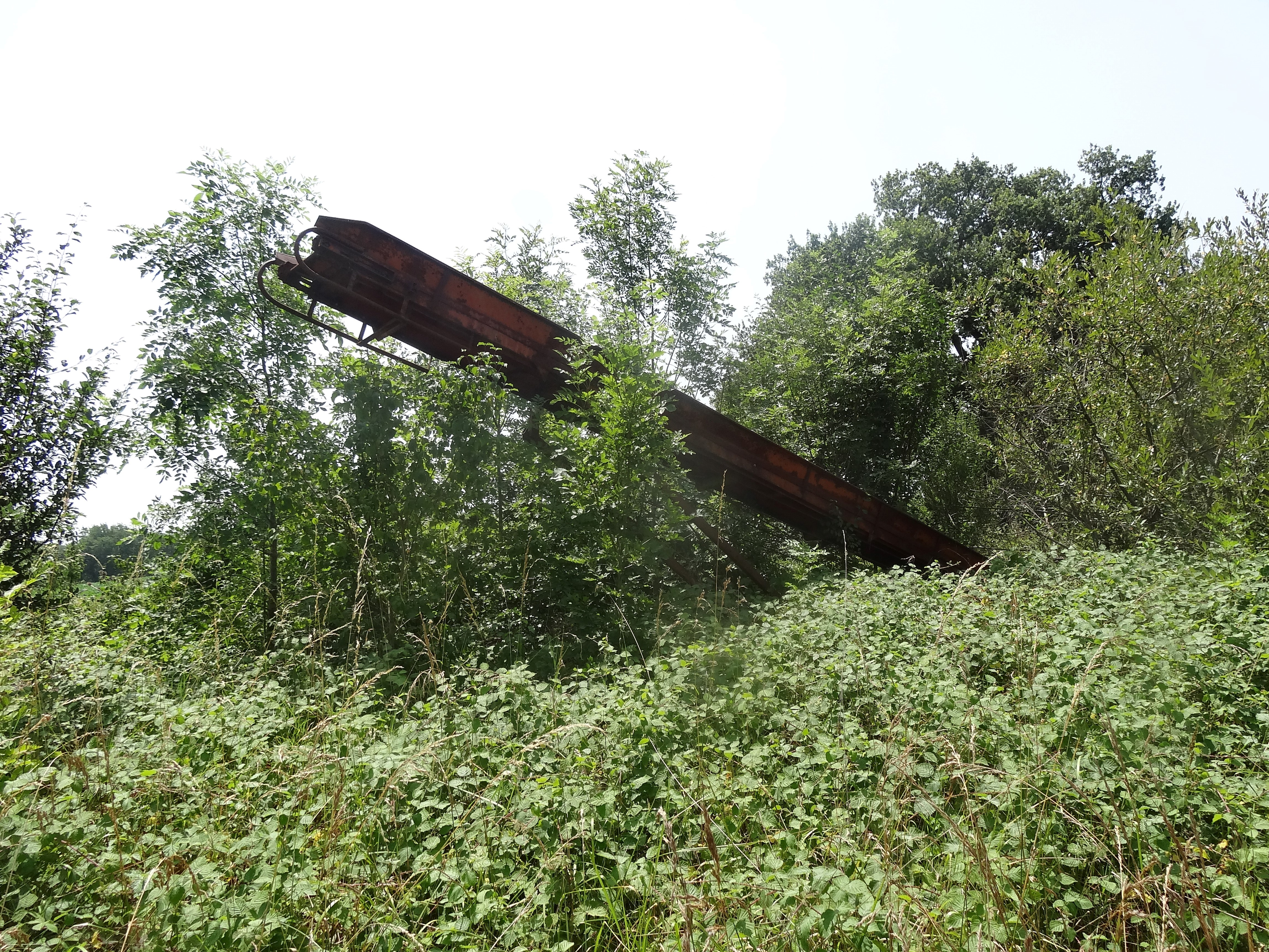
Vieux monte-bottes.

La commune est dans l'Astarac, une petite région agricole englobant tout le Sud du départementle centre-nord du département du Gers, un quart de sa superficie, et correspond au pied de lʼéventail gascon. En 2020, l'orientation technico-économique de l'agriculture  sur la commune est la polyculture et/ou le polyélevage.
|               | 1988 | 2000  | 2010  | 2020  |
| ------------- | ---- | ----- | ----- | ----- |
| Exploitations | 22   | 16    | 17    | 13    |
| SAU (ha)      | 713  | 1 150 | 1 246 | 1 247 |

Le nombre d'exploitations agricoles en activité et ayant leur siège dans la commune est passé de 22 lors du recensement agricole de 1988  à 16 en 2000 puis à 17 en 2010 et enfin à 13 en 2020, soit une baisse de 41 % en 32 ans. Le même mouvement est observé à l'échelle du département qui a perdu pendant cette période 51 % de ses exploitations,. La surface agricole utilisée sur la commune a quant à elle augmenté, passant de 713 ha en 1988 à 1 247 ha en 2020. Parallèlement la surface agricole utilisée moyenne par exploitation a augmenté, passant de 32 à 96 ha.

## Culture locale et patrimoine

### Lieux et monuments
- La chapelle Saint-Clamens : La commune présente une chapelle de style roman (XIe siècle), située sur le chemin de Saint-Jacques-de-Compostelle.

Elle est classée aux monuments historiques depuis 1890. Cette chapelle a été dédiée à Clément 1er, pape de 89 à 97. Le nom de la commune, Saint-Clamens, est lui-même une forme gasconne du nom de Clément.
Des matériaux de réemplois témoignent d'une présence gallo-romaine assez importante. La chapelle au cours de l'histoire n'a pratiquement pas subi de remaniement. Elle a conservé ses murs en petit appareil, son mur campanaire, ses fenêtres romanes.
Sous l'auvent rustique, il y a un cippe funéraire gallo-romain du IVe siècle et sur le sol quelques débris de mosaïques.
La nef unique contient une cuve baptismale octogonale décorée de pampre et sur ses murs, des peintures du XVe siècle. La nef, dans son état actuel, ne mesure guère plus de 14 m de longueur hors-œuvre.
Dans le chevet à sept pans, il est possible d'admirer un sarcophage en marbre de Saint-Béat, paléochrétien du IVe siècle de l'école d'Arles. Il fut excavé en 1864 au lieu-dit Guilhou. Il est richement sculpté de scènes de vendanges et d'allégories sur l'écoulement de la vie. Sur le grand côté visible du couvercle, des putti jouent au cerceau. À ses extrémités apparaissent deux grosses têtes chevelues au profil bien dessiné et au nez fin. Sur la cuve, des personnages offrent au défunt les symboles de la richesse et de la créativité mises en œuvre sur son domaine : rameau feuillu, faucille, corbeille de blé, gerbe de blé, corbeille et branches chargées de fruits. Au pied des personnages, de petits animaux. Sur les petits côtés du sarcophage ont été sculptés les scènes de vendange. Le sarcophage sert, aujourd'hui, de socle à l'autel de la chapelle.
À l'extérieur, l'abside est renforcée aux angles par trois contreforts de très faible épaisseur mais de grande largeur dans lesquels sont percées des fenêtres. Ces fenêtres ont des vitraux dont deux sont antiques, ne comportant pas d'autres motifs décoratifs que des losanges et des carrés sertis de plomb.
Le portail méridional date du XVIe siècle.
Les chapiteaux tant de l'intérieur que de l'extérieur sont de la même époque. Leur épannelage est simple mais comporte au-dessus de l'astragale, une partie cylindrique qui amorce la colonne. Des torsades ornent l'astragale lui-même et le décor simplement gravé figure des rangés de palmettes, des tiges ondulées portant des demi-palmettes, des brins tressés, des fils de demi-triangles ou de demi-cercles ou de simples ondulations.
Des statues en bois peint sont fixées au mur sud de la chapelle. Y figure l'évêque saint Clamens. Au fond de la chapelle reposent sur le sol, des fonts baptismaux à huit côtés.
À remarquer les fresques sur le côté nord : une crucifixion du XIIe siècle (la Vierge prie et Marie Madeleine fait une offrande). Le bandeau portant l'inscription INRI traverse le bois de la croix donnant ainsi un inhabituel effet de perspective.

La chapelle Saint-Clamens
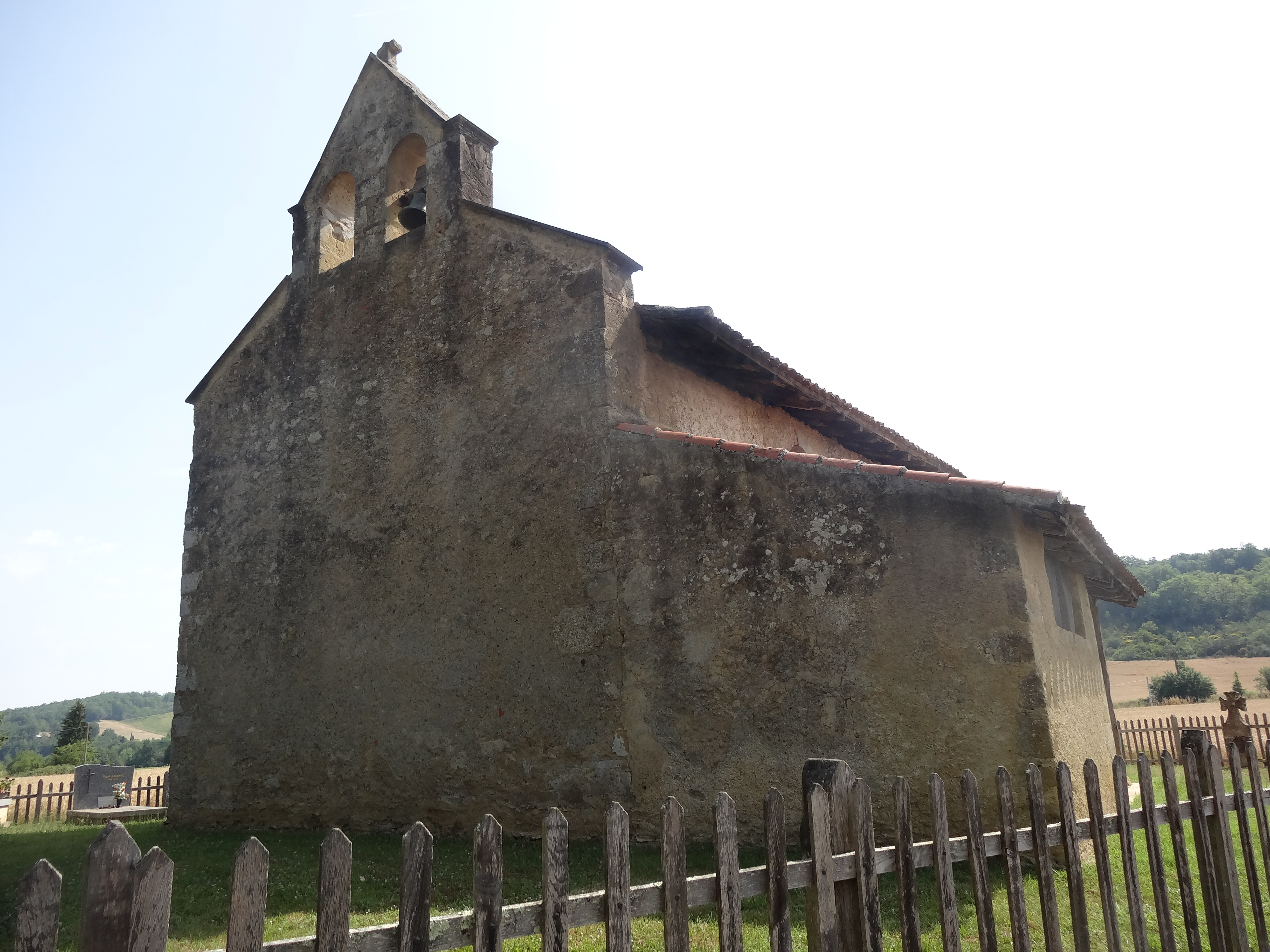
Le clocher-mur.
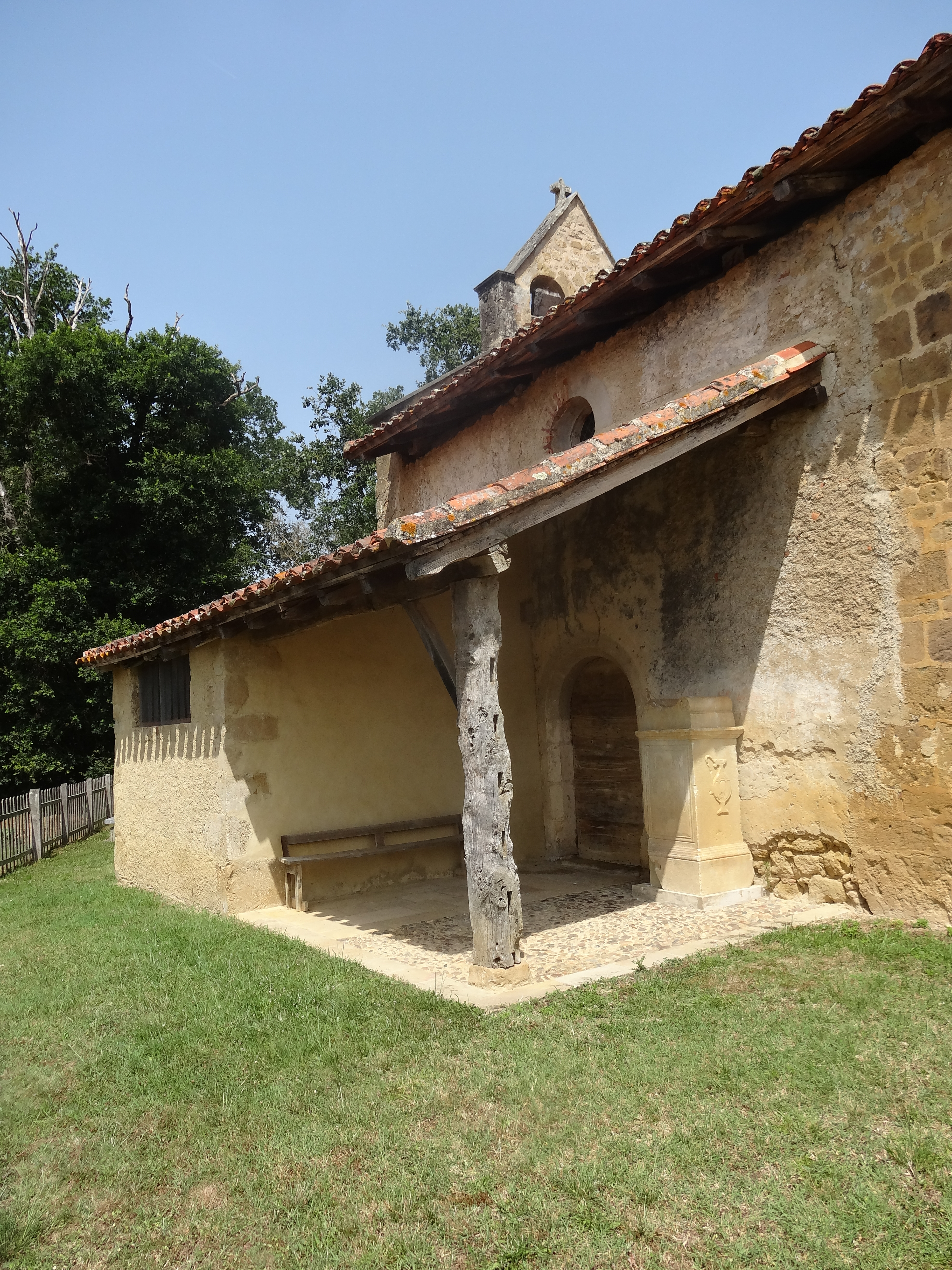
Le porche abritant le cippe.
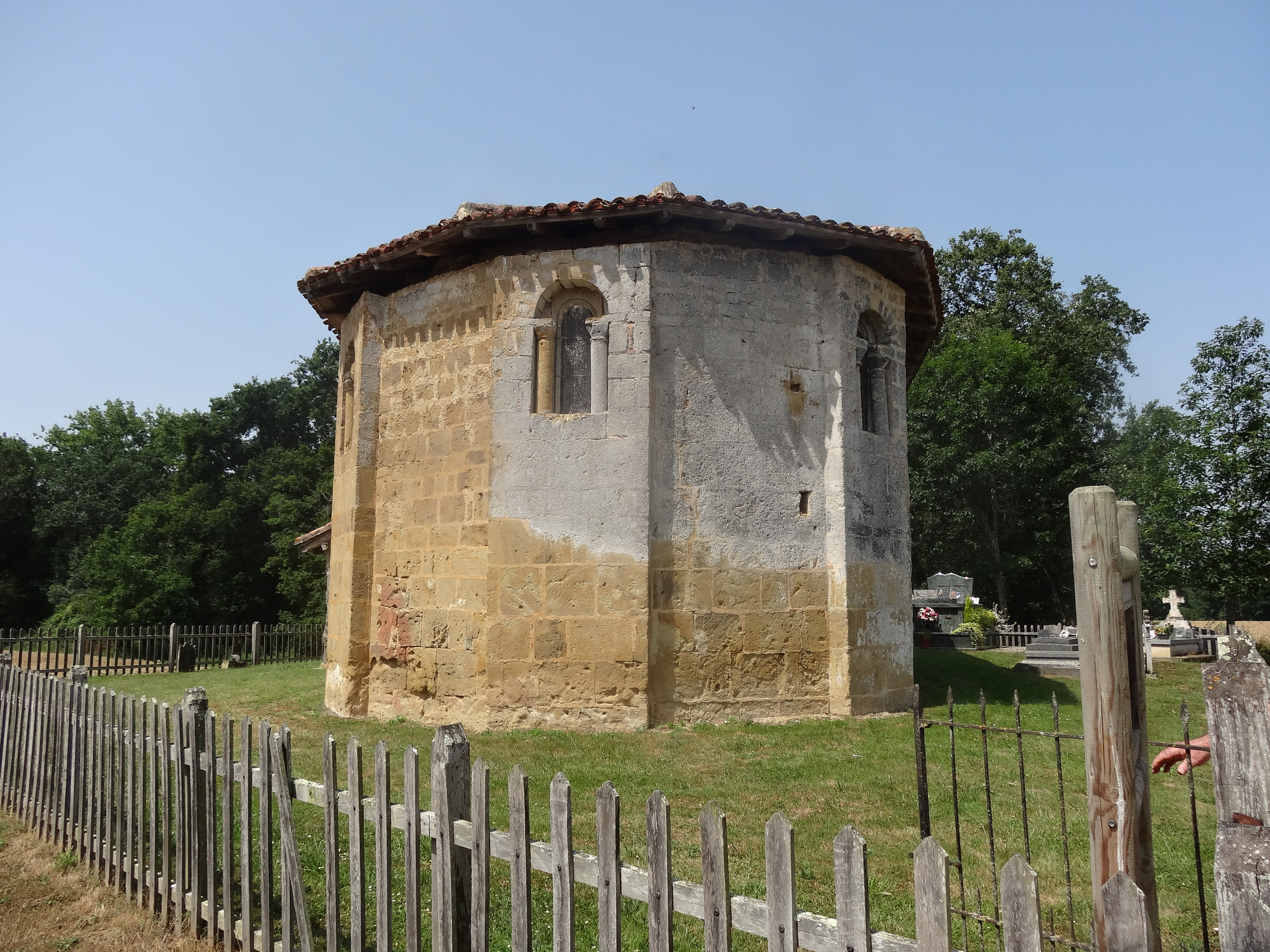
Le chevet et ses fenêtres encadrées de colonnettes.
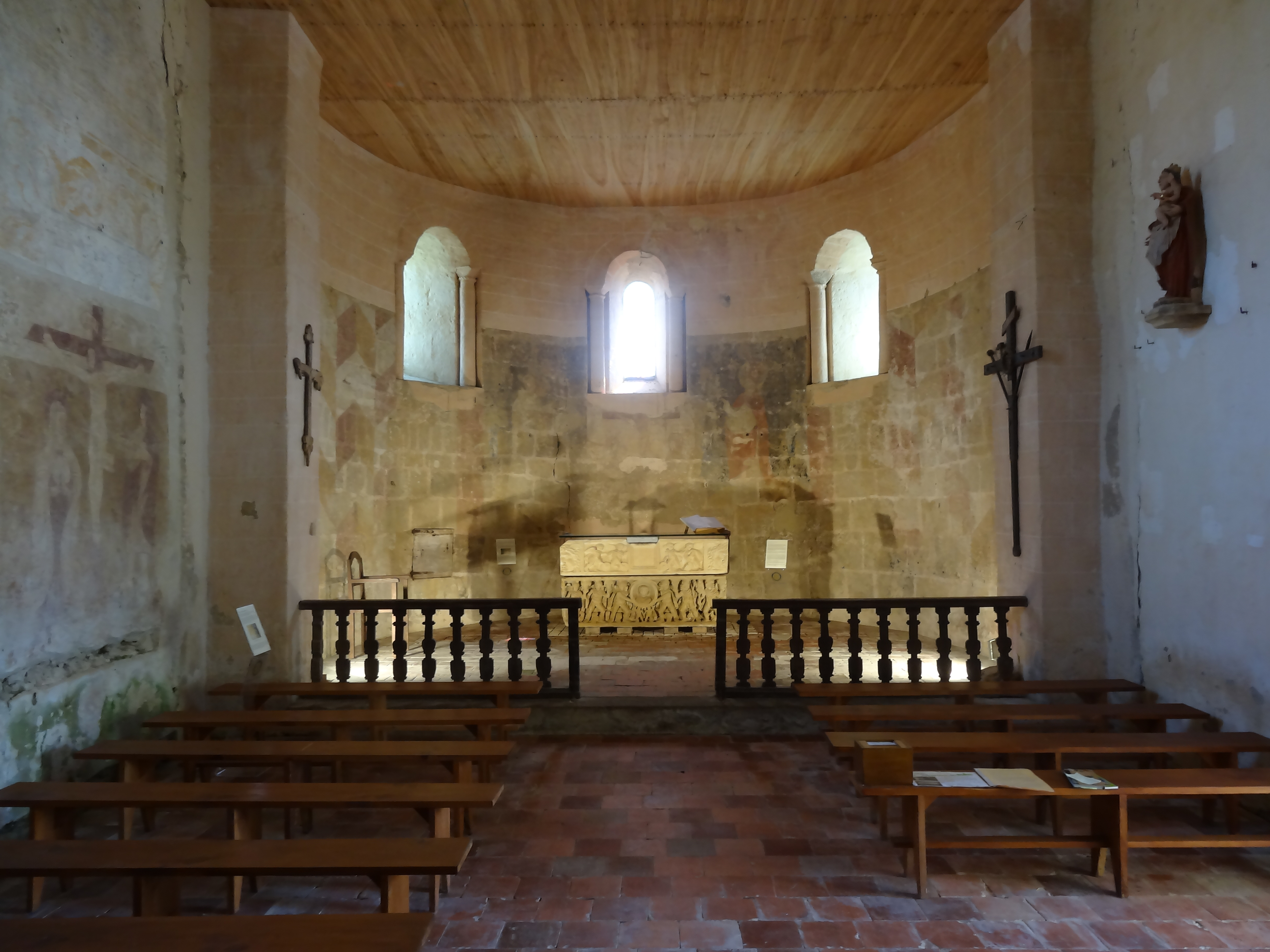
La nef et chœur.
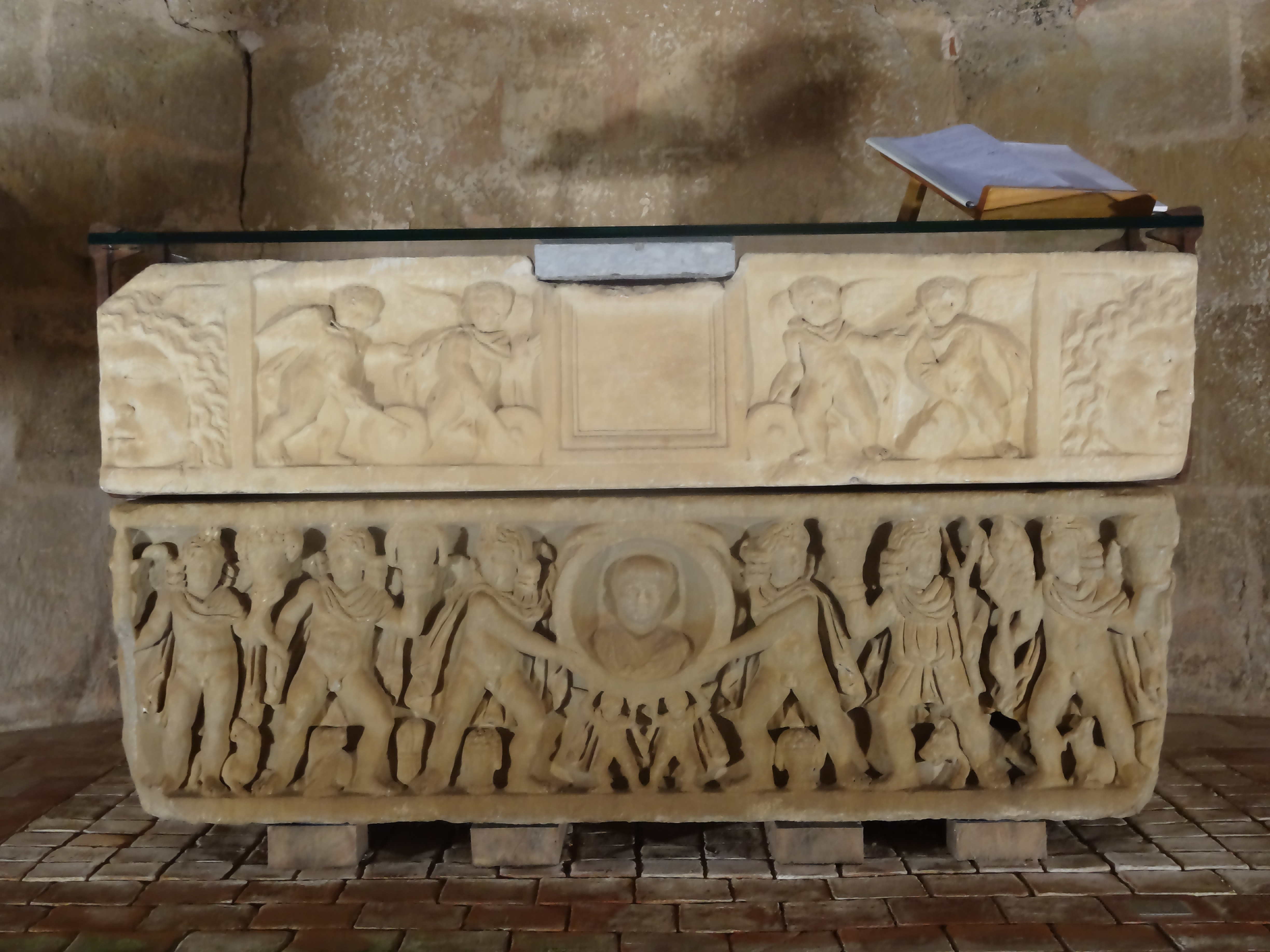
Le sarcophage servant de socle à l’autel.
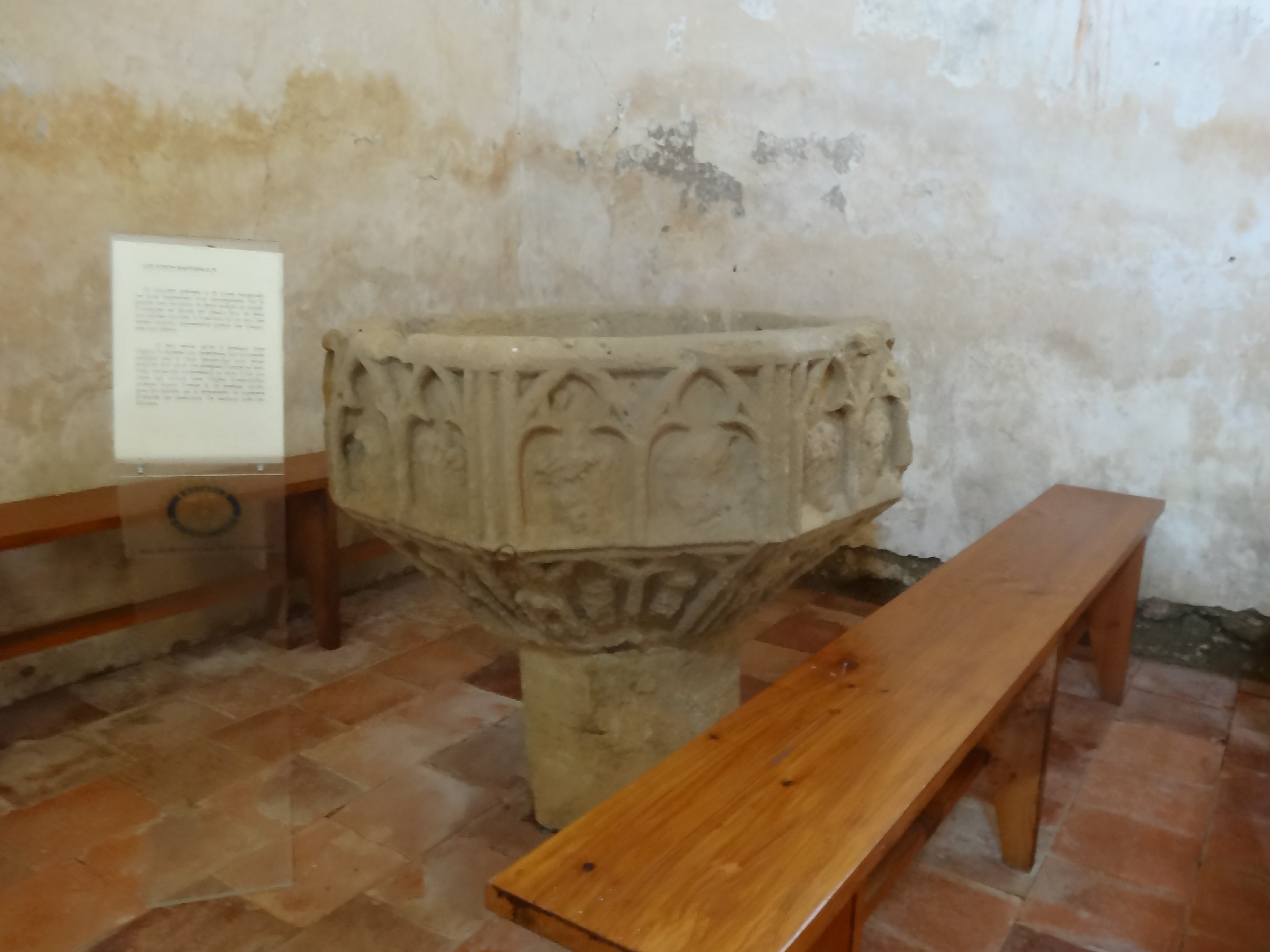
Fonts baptismaux.

- L'église de l'Assomption, rebaptisée au XIXe siècle et nouvellement restaurée, domine le centre du village par sa tour rectangulaire qui finit en terrasse.

L'église de l'Assomption
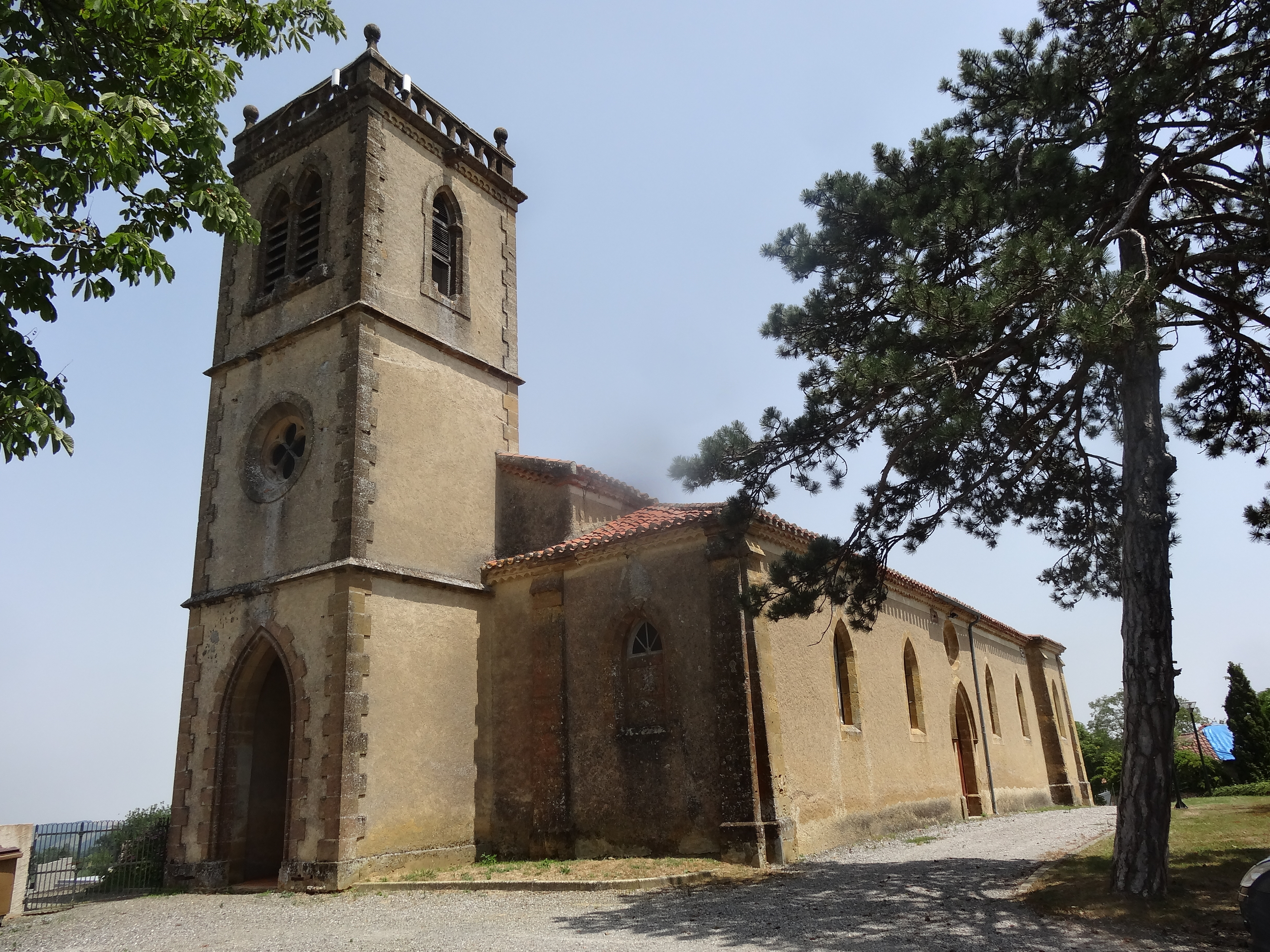
L'édifice en 2019.
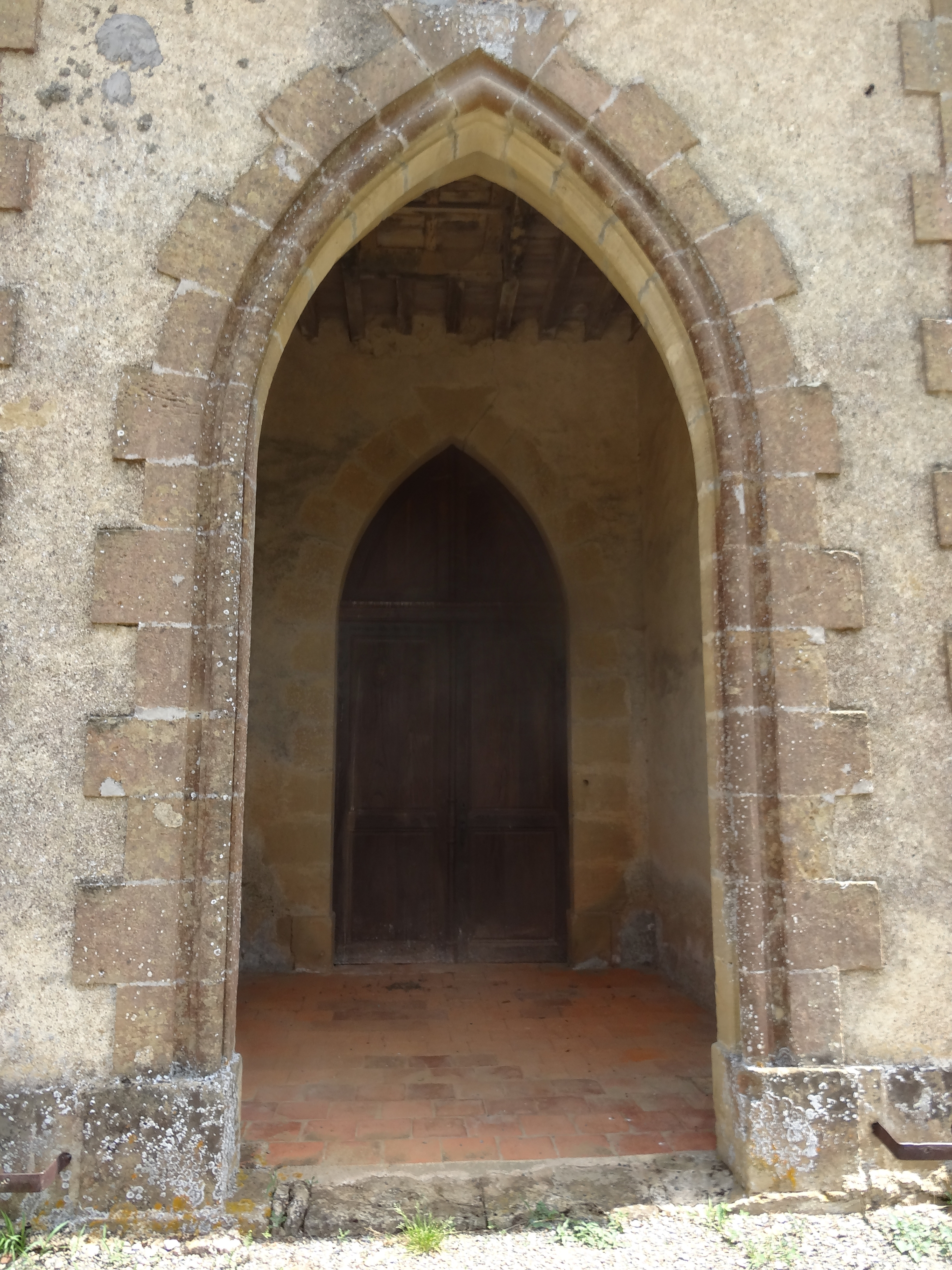
Le porche.
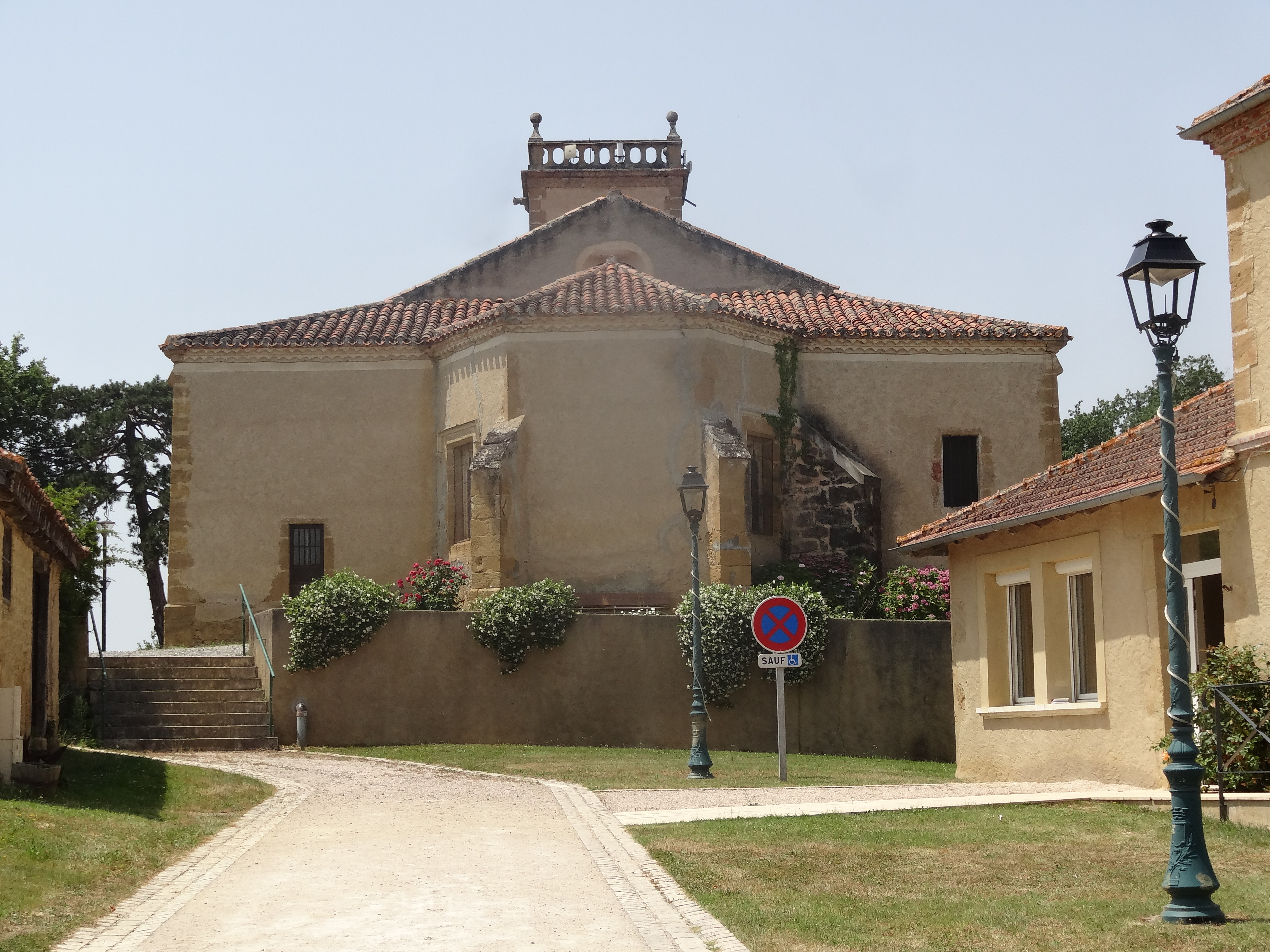
Le chevet vu depuis le village.

- Site castral de Belloc. Un château est cité en 1209 dans le cartulaire de Berdoues[37] ; il appartient alors à la famille des Montesquiou, et semble-t-il pour une part aux comtes d'Astarac (actes n°102 et 784). Cette forteresse était située à l'ouest de l'église, au sommet du coteau qui domine le versant abrupt de la vallée de la Baïse[38], à l'emplacement d'une actuelle propriété privée. Aucun vestige de l’ancienne demeure seigneuriale n’est visible aujourd’hui en élévation.
- Ancien château de Lanecastet. La carte de Cassini indique une maison noble à « Sabatié », dont le nom est encore utilisé pour le bâtiment visible sur le cadastre de 1823[39]. La carte d’Etat-Major mentionne « Lanecastel » au XIXe siècle, et aujourd’hui la maison porte le nom « Le Dané ». Aucun vestige de l’ancienne demeure seigneuriale n'est visible en élévation. Propriété privée, ne se visite pas.
- Site castral de Saint-Clamens. Le château de Saint-Clamens est signalé comme ruiné en 1198, dans le cartulaire de Berdoues[37] : « totam ex integro terram […] a Sent Clem que terra est inter ecclesiam et castellum qui fuit de Sent Clem » (acte n°62). Il se trouvait à quelque distance de l'église paroissiale, vers le coteau : c'est sans doute son emplacement qu'indique le lieu dit A la Mothe cité dans le cadastre de 1750[40],[38]
- Motte castrale de Serres. Le castellum de Serres apparaît en 1174 dans le cartulaire de Berdoues[37] comme possession des seigneurs de Marrast (acte n°5). La mention renvoie à un point situé 750 mètres au sud de l'église de Belloc, dans un bosquet où apparaissent quelques travaux de terrassement : on devine une plate-forme de faible hauteur inférieure à 2 mètres, dotée d’un enclos subordonné[41].

Autres lieux et monuments
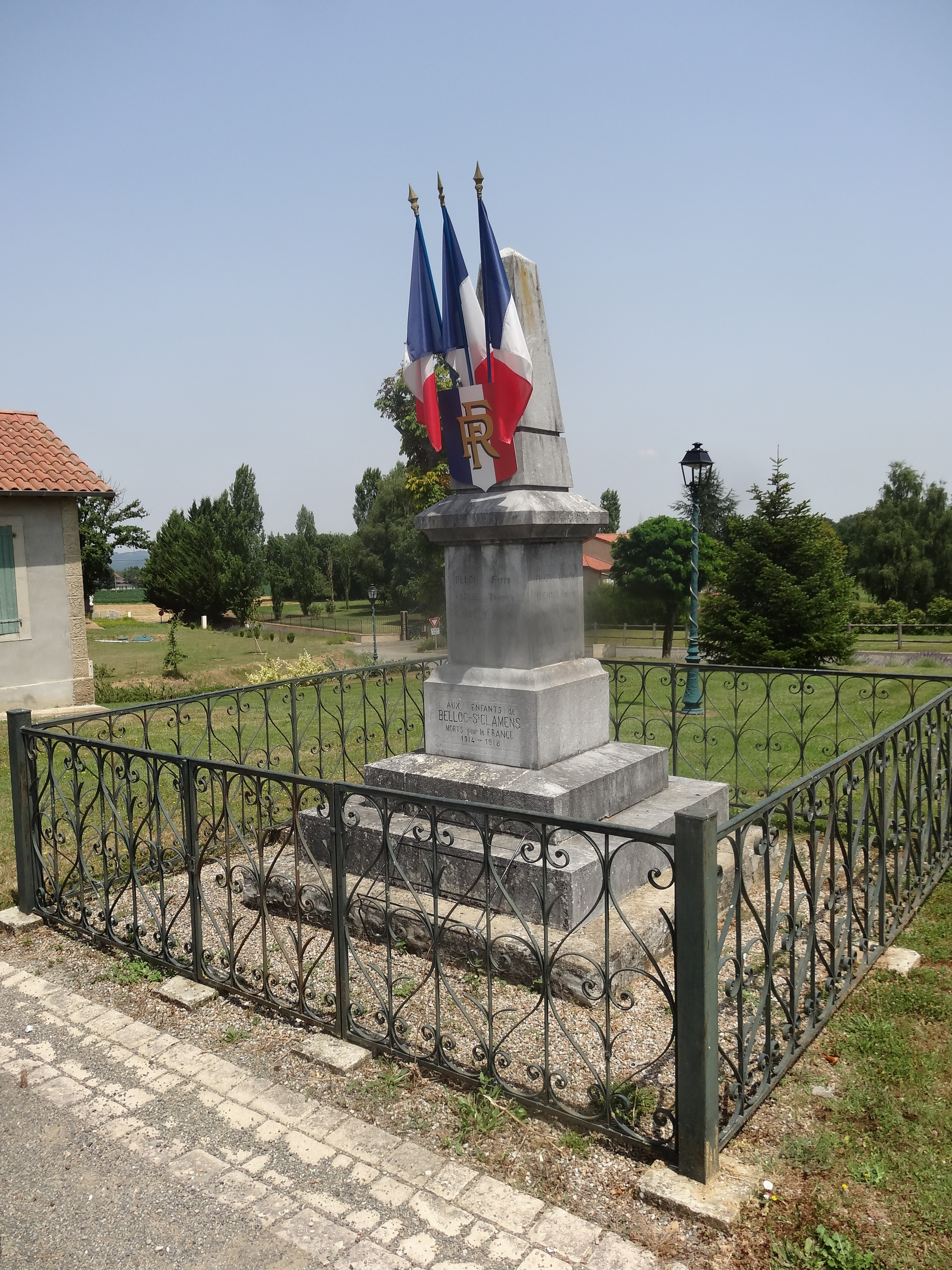
Le monument aux morts.
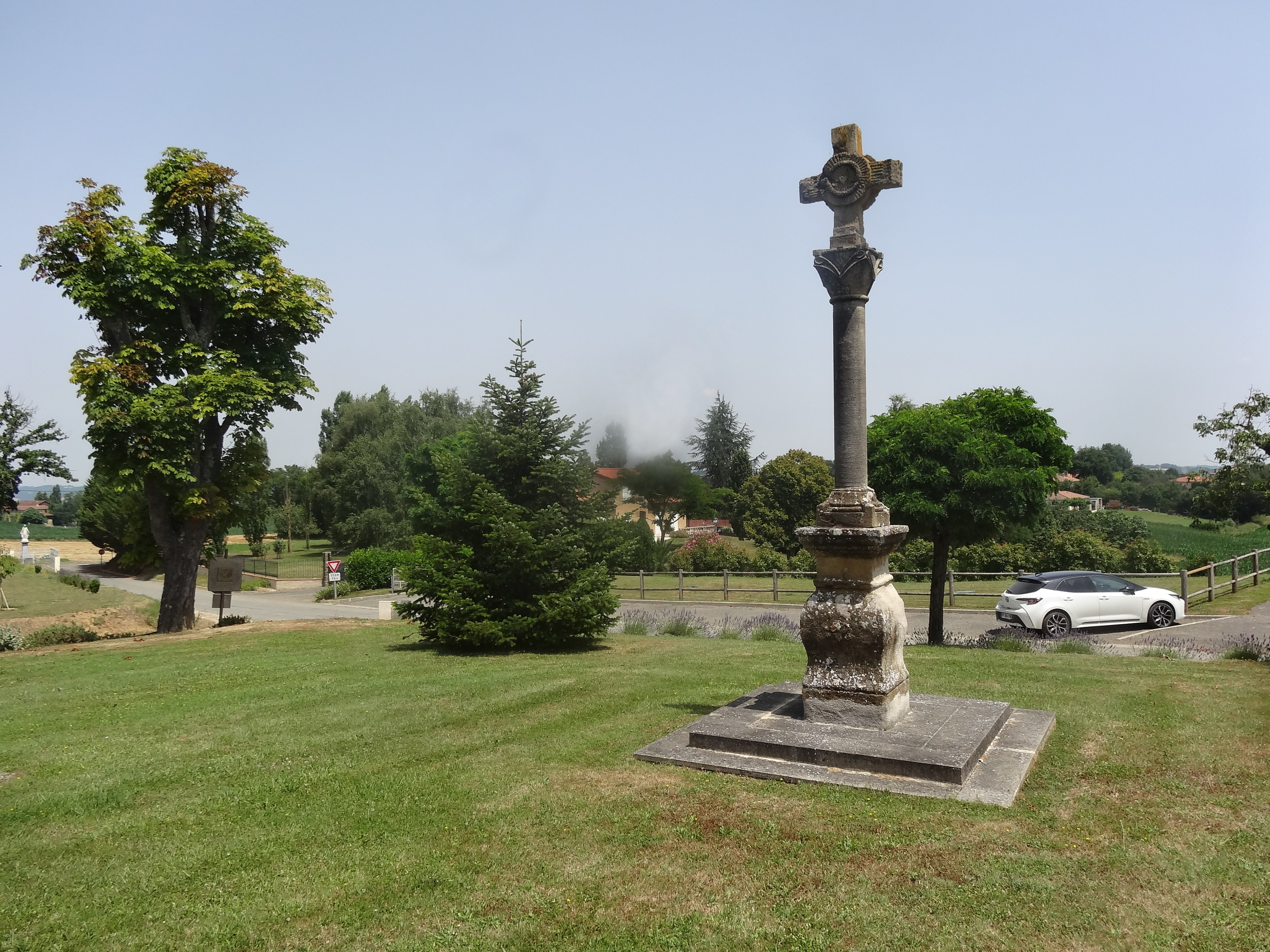
Croix dans le village.
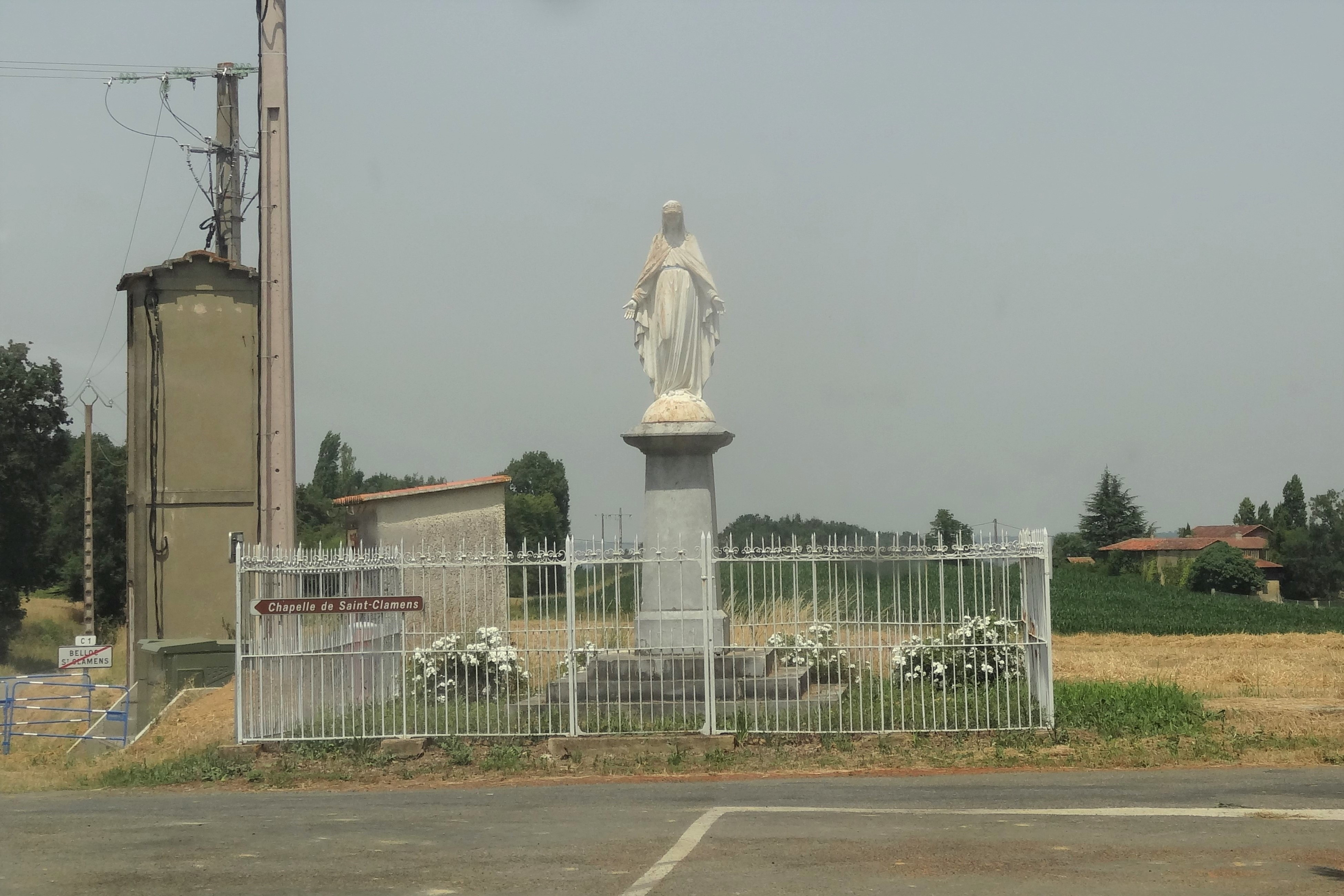
Vierge.
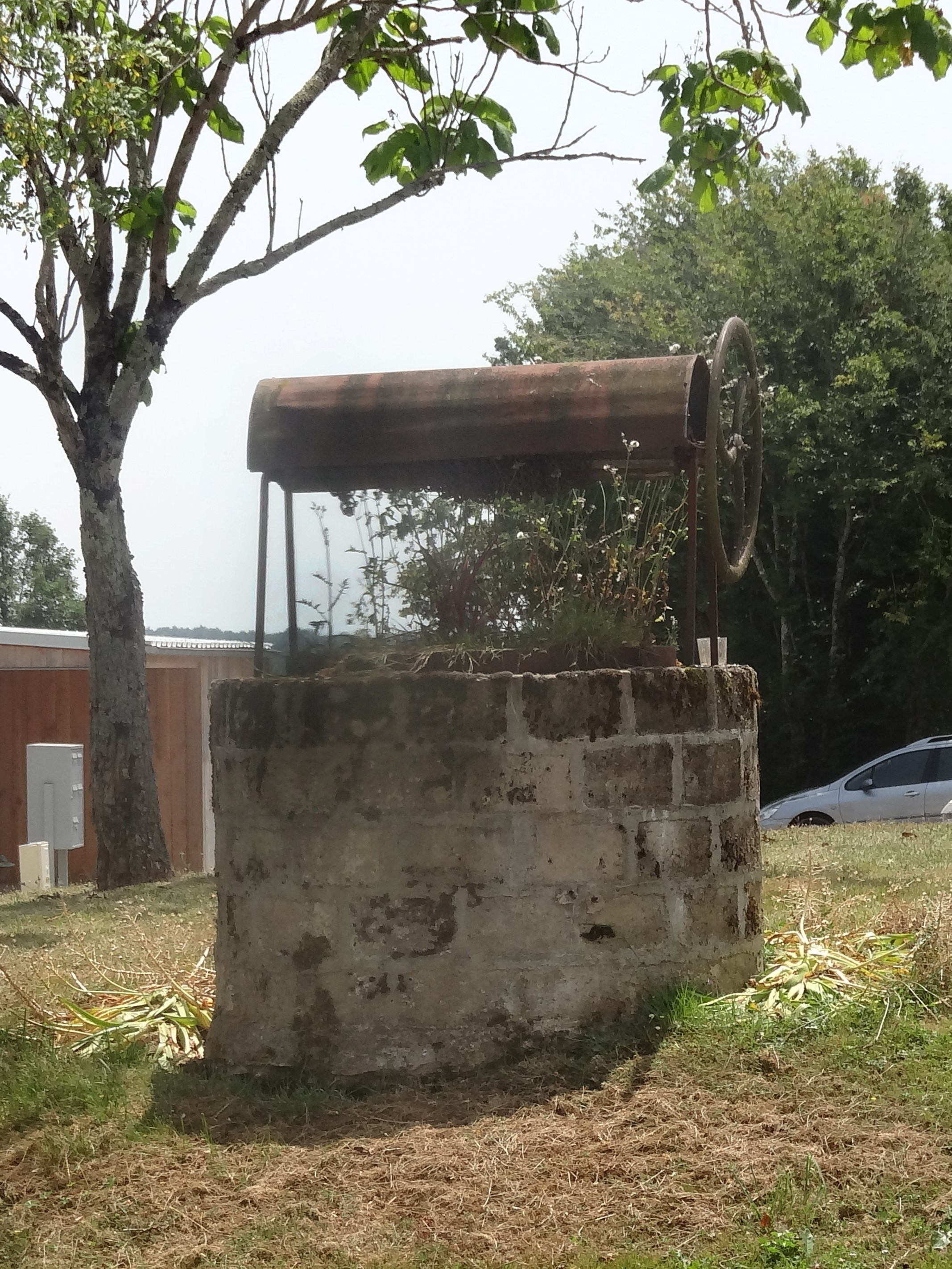
Puits.

### Personnalités liées à la commune
Henri Lazies (1929-2018) : joueur de rugby international, formé à Auch